# Agylla phaeopasta
Agylla phaeopasta är en fjärilsart som beskrevs av Paul Dognin 1907. Agylla phaeopasta ingår i släktet Agylla och familjen björnspinnare. Inga underarter finns listade i Catalogue of Life.